# 重村力
重村 力（しげむら つとむ、1946年－）は、日本の建築家。都市研究家。神奈川大学工学部教授、神戸大学名誉教授、九州大学客員教授。神奈川大学日本常民文化研究所。1997年より、アメリカ建築家協会特別名誉会員。

## 人物
1946年神奈川県横浜市生まれ。1969年、早稲田大学理工学部建築学科卒業。早稲田大学大学院博士課程単位修得。1971年、大竹康市らと象設計集団設立に参加。1978年、神戸大学工学部環境計画学科講師に就任、同年神戸にアトリエ系建築設計事務所「TeamZooいるか設計集団」を設立。現在同事務所顧問。
沖縄県北部における一連の都市・環境デザインで、日本都市計画学会石川賞を受賞。長年日本建築学会農村計画部会・集落計画部会の主査等をつとめる。
2012年日本建築学会賞を「コミュニティ研究に立脚した災害復興の方法に関する研究」にて受賞。

## 主な著書
- 地域主義―新しい思潮への理論と実践の試み　学陽書房（共著）
- 集落空間計画（共著）
- ブルーノ・タウト（共著）
- 集住の知恵（共著）
- 参加と複合（訳書）
- まちづくりの新しい視点をさぐる用語（監修・共著）
- 図説集落 -その空間と計画　都市文化社（編著）
- いるか設計集団　Since1978　建築ジャーナル別冊 （いるか設計集団著）
- 地井昭夫『漁師はなぜ、海を向いて住むのか？』(共編・解説) 工作舎 2012 ISBN 978-4-87502-446-0

## 作品
- 脇町立図書館　-　1987年吉田五十八賞受賞
- 城崎町営内島団地　1990年
- 新風水都市なら　1994年
- クリエイティブTOWN岡山(C・T・O)参加プロジェクト　倉敷市立玉島北中学校
- 出石町立弘道小学校　-　1994年アジア建築家会議金賞
- 倉敷市立玉島北中学校　1997年文教施設協会会長賞
- 出石町ひぼこホール　-　1997年日本建築学会作品選奨
- 鳴尾のタウンハウス　2002年
- 緒方町立緒方中学校　-　2004年日本建築学会作品選奨
- 井上医院デイケアセンター　2005年